# Красне (Любартівський повіт)
Красне (пол. Krasne) — село в Польщі, у гміні Устимів Любартівського повіту Люблінського воєводства. Населення — 491 особа (2011).

## Історія
За даними митрополита Іларіона (Огієнка), 1483 року вперше згадується православна церква в селі.
За даними етнографічної експедиції 1869—1870 років під керівництвом Павла Чубинського, у селі переважно проживали греко-католики, які розмовляли українською мовою.
У 1975—1998 роках село належало до Люблінського воєводства.

## Населення
Демографічна структура станом на 31 березня 2011 року:
|          | Загалом | Допрацездатний вік | Працездатний вік | Постпрацездатний вік |
| -------- | ------- | ------------------ | ---------------- | -------------------- |
| Чоловіки | 249     | 46                 | 168              | 35                   |
| Жінки    | 242     | 39                 | 132              | 71                   |
| Разом    | 491     | 85                 | 300              | 106                  |